# 18572 Rocher
18572 Rocher este un asteroid din centura principală de asteroizi.

## Descriere
18572 Rocher este un asteroid din centura principală de asteroizi. A fost descoperit pe 28 noiembrie 1997 la Caussols, în cadrul proiectului ODAS. Asteroidul prezintă o orbită caracterizată de o semiaxă mare de 2,26 ua, o excentricitate de 0,18 și o înclinație de 1,8° în raport cu ecliptica.